# Collepardo
Collepardo település Olaszországban, Lazio régióban, Frosinone megyében. Lakosainak száma 884 fő (2023. január 1.). Collepardo Alatri, Veroli és Vico nel Lazio községekkel határos.

## Népesség
A település lakossága az elmúlt években az alábbi módon változott:
| Lakosok száma | 961  | 947  | 884  |
|               | 2017 | 2018 | 2023 |